# Gymnopleurus purpureus
Gymnopleurus purpureus är en skalbaggsart som beskrevs av Garreta 1914. Gymnopleurus purpureus ingår i släktet Gymnopleurus och familjen bladhorningar. Inga underarter finns listade i Catalogue of Life.